# Tandplejer
En tandplejer renser tænder og mundhule, tager røntgenbilleder og tandaftryk, laver små plastfyldninger, udfører konventionel paradentosebehandling. Tandplejere assisterer ikke tandlæger, men undersøger, renser og vejleder selvstændigt patienter. Tandplejere er ansat, enten i private tandlæge- eller tandplejerpraksis, på sygehuse eller i den kommunale tandpleje. Tandplejere har egen autorisation og kan derfor være selvstændigt praktiserende med egen tandplejeklinik. Sygesikringen giver tilskud til behandlinger foretaget af en tandplejer.
Tandplejere undersøger patienter for tand- og mundhulesygdomme (som f.eks. paradentose, tandkødsbetændelse og caries) med henblik på evt. henvisning til en tandlæge, idet tandplejere ikke selv må udføre opgaver som f.eks. kroner og broer. Endvidere rådgiver tandplejere om forebyggelse af tandproblemer samt om almen tandhygiejne, tandbørstning, kost, rygning og lignende.
Tandplejere er samlet i fagforeningen Dansk Tandplejerforening, som er medlem af Sundhedskartellet og FTF, og er underlagt Sundhedsvæsenets Patientklagenævn. I 1996 tildelte Sundhedsstyrelsen tandplejere selvstændig autorisation gennem tandplejerloven (nu autorisationsloven). Den engelske betegnelse for tandplejer er dental hygienist.

## Tandplejeruddannelsen
Uddannelsen til tandplejer er en Mellemlang Videregående Uddannelse (MVU), der varer 3 år.
Der er to uddannelsesinstitutioner i Danmark, som udbyder tandplejeruddannelsen:
- Skolen for Klinikassistenter og Tandplejere København – beliggende på Panum Instituttet ved Københavns Universitet
- Skolen for Klinikassistenter, Tandplejere og Kliniske Tandteknikere i Århus – beliggende ved Aarhus Universitet

## Eksterne kilder, links og henvisninger
- UddannelsesGuidens information om uddannelsen som tandplejer Arkiveret 22. august 2007 hos  Wayback Machine
- UddannelsesGuidens information om arbejdet som tandplejer Arkiveret 28. september 2007 hos  Wayback Machine
- Dansk Tandplejerforening
- Undervisningsministeriets bekendtgørelse af 12. juni 1996 om tandplejeruddannelsen
- Skolen for Klinikassistenter og Tandplejere København (SKT-KU)
- Skolen for Klinikassistenter, Tandplejere og Kliniske Tandteknikere i Århus (SKT-Å)